# Krzyszkowo
Krzyszkowo is een plaats in het Poolse district  Poznański, woiwodschap Groot-Polen. De plaats maakt deel uit van de gemeente Rokietnica en telt 647 inwoners.